# Valle de Carranza
Valle de Carranza (bask. Karrantza Harana) – gmina w Hiszpanii, w prowincji Biskaja, w Kraju Basków, o powierzchni 137,85 km². W 2011 roku gmina liczyła 2806 mieszkańców.